# Die Schwarzwaldklinik/Staffel 3
Die dritte Staffel der deutschen Fernsehserie Die Schwarzwaldklinik besteht aus 24 Episoden.
Die letzte Folge Hochzeit mit Hindernissen wurde lediglich bei der Erstausstrahlung ungekürzt im Fernsehprogramm gezeigt. Daneben existieren zwei Fassungen, die unterschiedlich stark gekürzt wurden (einmal ca. 44 Minuten und einmal ca. 41 Minuten jeweils ohne Abspann). Möglich ist, dass diese Folge bei der Ausstrahlung durch Romance TV ebenfalls in voller Länge gezeigt wurde.
Auch in der dritten Staffel sind die Hauptrollen wiederum mit Klausjürgen Wussow als Professor Klaus Brinkmann, Gaby Dohm als dessen Frau Dr. Christa Brinkmann, Sascha Hehn als Dr. Udo Brinkmann sowie Evelyn Hamann als Haushälterin Carsta Michaelis besetzt. Professor Alexander Vollmers wird von Christian Kohlund verkörpert, die Ärzte der Schwarzwaldklinik von Horst Naumann als Dr. Horst Römer, Knut Hinz als Dr. Borsdorf, Michael Kausch als Dr. Engel, Herbert Tennigkeit als Dr. Laudann, Verena Peter als Dr. Karin Plessers sowie in den Rollen des Klinikpersonals Eva Maria Bauer als Oberschwester Hildegard, Barbara Wussow als Schwester Elke, Gaby Fischer als Schwester Ina, Jochen Schroeder als Pfleger „Mischa“ Burgmann und Karin Eckhold als Frau Meis, Sekretärin von Prof. Brinkmann und Alf Marholm als Verwaltungsdirektor Mühlmann. Die Schauspieler der Episodenrollen sind unter „Gastdarsteller“ aufgeführt.

## Episoden
| Nr. | Originaltitel                                                        | Erstausstrahlung D | Regie             | Drehbuch            |
| --- | -------------------------------------------------------------------- | ------------------ | ----------------- | ------------------- |
| 1 (50) | Der Anfang vom Ende?                                                 | 8. Okt. 1988       | Hans-Jürgen Tögel | Herbert Lichtenfeld |
| Nach dem Weggang von Dr. Schübel tritt der neue Oberarzt Dr. Borsdorf seinen Dienst dort an. Christa Brinkmann ist ebenfalls nicht mehr als Ärztin in der Schwarzwaldklinik tätig, sondern arbeitet nun am Konstanzer Forschungsinstitut, dessen neuer Leiter Professor Alexander Vollmers ist. Als Nachfolgerin Christas in der Schwarzwaldklinik tritt Dr. Karin Plessers ihren Dienst an. Auch Udo Brinkmann möchte seine Arbeitsstelle wechseln und an eine Unfallklinik in Hamburg gehen. Frau Michaelis ist überrascht, als Florian Brinkmann aus Kanada zu Ostern bei den Brinkmanns eintrifft. Sie bleibt ihm gegenüber jedoch sehr zurückhaltend, da er seine indianische Noch-Ehefrau immer noch nicht gefunden hat, um die Scheidung von dieser in die Wege zu leiten. In die Klinik ist Otto Heinsen eingeliefert worden. Er wollte eigentlich mit seiner hübschen Sekretärin Bea Klippert einen Kurz-Liebesurlaub im Schwarzwald verbringen, wobei es zu einem Unfall mit dem Auto kam. Da Heinsens Frau Irene glaubt, er sei auf einer Geschäftsreise in Spanien, führt das zu ungeahnten Komplikationen. Gastdarsteller: Claus Biederstaedt: Patient Otto Heinsen, der seine Frau hintergeht; Wolfgang Wahl: Wolfgang Pohl; Knut Hinz: Dr. Borsdorf; Verena Peter: Dr. Karin Plessers, Beatrice Kessler: Theres Rotenburg; Katja Lührs; Bea, Freundin von Otto Heinsen, Raimund Harmstorf: Florian Brinkmann; Hans Wyprächtiger: Pfarrer Kleinschmidt |                                                                      |                    |                   |                     |
| 2 (51) | Wie Du mir, so ich Dir                                               | 15. Okt. 1988      | Hans-Jürgen Tögel | Herbert Lichtenfeld |
| Der Patient Otto Heinsen muss nicht nur mit den Schmerzen, die er nach seinem Unfall hat, fertigwerden, sondern auch damit, dass es immer schwieriger wird seinen Seitensprung vor seiner Frau Irene zu verheimlichen. Eigentlich möchte er ihr alles beichten, weiß aber nicht so recht, wie. Dann steht Irene Heinsen überraschend an seinem Bett und erklärt ihm, dass sie alles gewusst habe. Allerdings versteht Heinsen nicht, dass sie ihm keinerlei Vorwürfe macht und ganz ruhig bleibt. Das lässt in ihm den Gedanken aufkommen, dass Irene vielleicht auch einen Geliebten haben könnte. Christa Brinkmann erkennt gleich an ihrem ersten Arbeitstag in Konstanz, dass sie es mit ihrer ihr unmittelbar Vorgesetzten Dr. Ella Zorp nicht leicht haben wird. Dagegen ist der Kollege Dr. Lembke sehr zugewandt und freundlich. Pfarrer Kleinschmidt, der stark übergewichtig ist, befindet sich in der Schwarzwaldklinik, um unter ärztlicher Aufsicht abzunehmen. Als ihm ein Gallenstein zu schaffen macht, glaubt er, dass er demnächst von seinem Herrn abberufen werde. Professor Brinkmann, der Wehleidigkeit nicht ausstehen kann, hält dem Patienten eine Predigt, die sich gewaschen hat. Seltsamerweise baut gerade das Kleinschmidt wieder so sehr auf, dass er sich des unglücklichen Herrn Heinsen annehmen kann und ihm mit Rat und Trost zur Seite steht. Er verspricht Heinsen, ein Gespräch mit dessen Ehefrau Irene zu führen, um die Ehe der beiden doch noch retten zu können. Gastdarsteller: Claus Biederstaedt: Patient Otto Heinsen; Hans Wyprächtiger: Pfarrer und Patient Kleinschmidt; Grit Boettcher: Ehefrau des Patienten Otto Heinsen; Wolfgang Wahl: Wolfgang Pohl; Beatrice Kessler: Theres Rotenburg; Dorothea Kaiser: Dr. Ella Zorp; Lola Müthel: Frau Vollmers, Mutter von Alexander Vollmers; |                                                                      |                    |                   |                     |
| 3 (52) | Familienleben                                                        | 22. Okt. 1988      | Hans-Jürgen Tögel | Herbert Lichtenfeld |
| Für Christa Brinkmann ist es nicht leicht, sich an ihrem neuen Arbeitsplatz durchzusetzen. Zwar sucht Vollmers ihr den Rücken zu stärken, auf der anderen Seite hat er selbst Probleme mit Carola, die nicht aufgeben will und hartnäckig darum kämpft, in seinem Leben eine Rolle zu spielen. Udo Brinkmann hat sich nun endgültig entschieden nach Hamburg an eine Unfallklinik zu wechseln und auch Florian ist nach Kanada zurückgekehrt, um dort weiter nach seiner Frau zu suchen, da er sonst die Scheidung nicht einreichen kann. Verwaltungsdirektor Mühlmann verhält sich seit der Einlieferung von Inge Chandler in die Klinik mehr als seltsam. Die Frau bekommt häufig Besuch von ihrer Tochter Elfi und Mühlmann starrt die beiden Frauen bei jeder sich bietenden Gelegenheit wie hypnotisiert an. Als ihm endlich die Erleuchtung kommt, bricht er fast zusammen: Er hat seine in den letzten Kriegstagen verschollene Frau und seine Tochter wiedergefunden. Gastdarsteller: Regine Lutz: Inge Chandler, Patientin und Jugendliebe von Verwaltungsdirektor Mühlmann; Susanne Beck: Herrn Mühlmanns Tochter Elfi Chandler, Wolfgang Wahl: Wolfgang Pohl; Dorothea Kaiser: Dr. Ella Zorp, Raimund Harmstorf: Florian Brinkmann; Thomas Naumann: Christas neuer Kollege Dr. Lembke |                                                                      |                    |                   |                     |
| 4 (53) | Hafturlaub                                                           | 29. Okt. 1988      | Hans-Jürgen Tögel | Herbert Lichtenfeld |
| In der Schwarzwaldklinik liegt der alte Hinzig, der schon viel Zeit im Gefängnis verbracht hat. Um seinen wegen Einbruchs inhaftierten Sohn Toni zu sehen, simuliert er einen Kreislaufkollaps. Tatsächlich bekommt sein Sohn Hafturlaub, um den kranken Vater besuchen zu können. Leider lässt er sich dazu hinreißen, auf dem Weg in die Klinik im Zug einen Raub zu begehen. Seine Flucht vor der Polizei endet für ihn tödlich. Als der alte Mann die Nachricht erhält, dass sein Sohn tot ist, bricht er zusammen und stirbt kurz darauf. Carola kündigt ihre Stelle als Kindermädchen der Brinkmanns, um nach Konstanz zu wechseln, weil sie näher bei Vollmers sein will. Sie hat eine neue Stelle als Kindermädchen angenommen und das ausgerechnet beim Chef von Professor Vollmers. Gastdarsteller: Fritz Straßner: Patient Hinzig, der sehnsüchtig auf den Besuch seines inhaftierten Sohnes wartet; Nicolas Lansky: Toni Hinzig; Jörg von Liebenfelß: Patient Bertram, Hinzigs Bettnachbar; Dorothea Kaiser: Dr. Ella Zorp; Thomas Naumann: Dr. Lembke, Beatrice Kessler: Theres Rotenburg; Claudia Butenuth: Lydia Brahm; Klaus Wildbolz: Professor Gerhard Brahm; Michael Engelfried: Lars Brahm; Steffen Engelfried: Lutz Brahm |                                                                      |                    |                   |                     |
| 5 (54) | Auf Leben und Tod                                                    | 5. Nov. 1988       | Hans-Jürgen Tögel | Herbert Lichtenfeld |
| Felix Rotenburg, der Bruder von Maria und Theres Rotenburg, muss dringend operiert werden. Theres möchte, dass der Professor Brinkmann selbst die schwierige Operation durchführt. Nachdem der schwere Eingriff zu einem glücklichen Ende gekommen ist, bedankt sich Theres mit einem Fest, das sie auf ihrem Gut gibt. Für Carsta Michaelis hingegen gibt es keinen Grund, glücklich zu sein. Florian hat seine Ehefrau endlich gefunden und sich neu in sie verliebt. Und auch Udo Brinkmann nimmt eher wehmütig Abschied von der Schwarzwaldklinik, um nach Hamburg zu gehen. Gastdarsteller: Lola Müthel: Prof. Vollmers Mutter, Wolfgang Wahl: Wolfgang Pohl; Beatrice Kessler: Theres Rotenburg; Wolfgang Jürgen: Felix Rotenburg; Wolfgang Raach: Hasso |                                                                      |                    |                   |                     |
| 6 (55) | Quacksalber                                                          | 12. Nov. 1988      | Hans-Jürgen Tögel | Herbert Lichtenfeld |
| Probleme gibt es in der Klinik mit der Bäuerin Irmtraud Kritz, die wegen eines Kreislaufkollapses in die Schwarzwaldklinik eingewiesen wurde. Ihr Hausarzt, Dr. Neubert, hatte sie schon vor längerer Zeit zur Krebsvorsorge geschickt, die sie allerdings nicht wahrnahm. Sie zog es vor, sich von ihrem Schwager Arno Kritz, einem sogenannten „Wunderheiler“ behandeln zu lassen. Die Diagnose ist erschütternd. Der Körper der Patientin ist mit Metastasen übersät. Es besteht so gut wie keine Hoffnung mehr. Carola bemüht sich in Konstanz weiter um die Zuneigung von Professor Vollmers und arbeitet dabei mit allen Mitteln, es scheint, als habe sie Erfolg mit den Spielchen, die sie veranstaltet. Gastdarsteller: Dieter Eppler: Landarzt Dr. Neupert; Irmhild Wagner: Bäuerin und Patientin Irmtraud Kritz, das Opfer eines Quacksalbers; Helmut Zierl: Breetz; Beatrice Kessler: Theres Rotenburg; Horst A. Reichel: Herr Kritz; Robert Remmler: Quacksalber Arno Kritz; Michael Engelfried: Lars Brahm, Wolfgang Raach: Hasso |                                                                      |                    |                   |                     |
| 7 (56) | Arzt zum Nulltarif                                                   | 19. Nov. 1988      | Hans-Jürgen Tögel | Herbert Lichtenfeld |
| Da für den jungen Arzt Breetz momentan keine Planstelle in der Schwarzwaldklinik zur Verfügung steht, arbeitet er dort ohne Bezahlung – und beeindruckt die Ärzte und das Pflegepersonal mit dem, was er macht und wie er es macht. Allerdings ist es ein Problem, dass er auch noch für seinen Lebensunterhalt sorgen muss, weshalb er einen Nachtschichtjob in einer Blechstanzerei angenommen hat. So ist es kein Wunder, dass er, während er Wache auf der Intensivstation halten muss, völlig übermüdet einschläft. So bemerkt er auch nicht, dass ein Patient in Lebensgefahr ist und umgehend Hilfe benötigt. Theres Rotenburg lädt Professor Brinkmann und die pferdebegeisterte Angie zum Pferderennen nach Baden-Baden ein. Eher überraschend gewinnt ein Pferd aus dem Gestüt Rotenburg das Rennen. Vom Fernsehen wird das Ereignis übertragen und auch ein Interview mit Theres Rotenburg, der glücklichen Gewinnerin. In diesem Bericht ist auch Professor Brinkmann zu sehen. Das wird für ihn ungeahnte Folgen haben. Udo tritt seinen Dienst an der Hamburger Unfallklinik an. Der Klinikalltag erweist sich für ihn von Beginn an als kräftezehrend. Gastdarsteller: Helmut Zierl: junger Mediziner Breetz; Andreas Mannkopff: Oberarzt „Dicker“ in der Unfallklinik Hamburg; Beatrice Kessler: Theres Rotenburg; Katharina Abt: Jessica; Andrea Heuer: Krankenschwester in der Hamburger Unfallklinik; Marion Kracht: Franziska Burgmann, Mischas Frau; Wolfgang Jürgen: Felix Rotenburg; |                                                                      |                    |                   |                     |
| 8 (57) | Ein kleiner Teufel                                                   | 26. Nov. 1988      | Hans-Jürgen Tögel | Herbert Lichtenfeld |
| Professor Brinkmann und Dr. Borsdorf können den Patienten, den eigentlich der eingeschlafene Breetz überwachen sollte, gerade noch retten. Bei der folgenden Unterredung muss Breetz gestehen, dass er mittellos ist und nachts in einer Blechstanzerei arbeiten muss. Zunächst scheint es, als sei die Kündigung nur noch Formsache. Aber der Professor und Dr. Borsdorf sehen in Breetz so viel Potenzial, dass sie ihn nicht einfach sich selbst überlassen möchten. So erhält Breetz eine zweite Chance: Dr. Borsdorf, der an einer wissenschaftlichen Arbeit schreibt, bietet, in Absprache mit dem Professor, dem jungen Arzt an, diese Arbeit korrektur zu lesen und den Job in der Klinik auf eine Halbtagsstelle zu reduzieren. Mischa, Krankenpfleger in der Schwarzwaldklinik, hört vom Grundstück seines unmittelbaren Nachbarn Schreie. Er eilt hinüber und findet die 17-jährige Nachbarstochter Jessica dort vor, die von einem versuchten Überfall spricht und leicht verstört wirkt. Mischa versucht, das Mädchen zu beruhigen. Als Jessicas Vater hinzukommt, versteht er die Situation erst einmal falsch. Mischa ist sich nicht mehr sicher, ob Jessica ihn nur aufs Glatteis geführt hat. Als er einige Zeit danach erneut Hilfeschreie vernimmt, begegnet er der Situation mit einer gewissen Skepsis. Das hat unangenehme Folgen für ihn. In der Unfallklinik in Hamburg, in der Udo nun arbeitet, geht es von Tag zu Tag hektischer zu. Das ist für den jungen Arzt eine große nervliche Belastung. Als ihm eine schwere siebenstündige Operation an einem schwer verletzten Mädchen gelingt, ist das endlich einmal ein Erfolgserlebnis, das ihm wieder Auftrieb gibt. Carola hat es tatsächlich geschafft: Professor Vollmers bekennt sich zu ihr und nimmt sie mit zu einem Kongress nach Lübeck. Gastdarsteller: Katharina Abt: Jessica Mühlbauer, Nachbarstochter von Mischa; Matthias Hinze: Arko; Andrea Heuer: Krankenschwester am Hamburger Unfallklinikum, Wolfgang Wahl: Wolfgang Pohl; Claudia Butenuth: Lydia Brahm; Klaus Wildbolz: Prof. Gerhard Brahm; Marion Kracht: Franziska Burgmann; Matthias Hinze: Arko; Andreas Mannkopff: Arzt im Hamburger Unfallkrankenhaus; Ralf Schermuly: Herr Mühlbauer |                                                                      |                    |                   |                     |
| 9 (58) | Der kranke Professor                                                 | 3. Dez. 1988       | Hans-Jürgen Tögel | Herbert Lichtenfeld |
| Mischa hat durch seine Gutmütigkeit große Probleme bekommen. Jessica Mühlbauers Vater hat vor der Polizei eine Aussage gemacht, die den jungen Pfleger schwer belastet. Schuld daran ist seine Tochter, die nicht ehrlich ist. Sie hat sich in Mischa verliebt und ihrem Vater, nachdem Mischa ihr deutlich gemacht hat, dass er kein Interesse an ihr hat, unwahre Dinge erzählt. Professor Brinkmann ist an einer schweren Grippe erkrankt, die ihm einen Strich durch die Rechnung macht. Es war geplant, dass er mit seiner Frau eine kurze Auszeit an einem schönen Ort verbringt. Gastdarsteller: Dieter Eppler: Landarzt Dr. Neupert; Katharina Abt: Jessica Mühlbauer; Ralf Schermuly: Herr Mühlbauer, Vater von Jessica; Marion Kracht: Franziska Burgmann; Thomas Meinhardt und Joerg Adae: Polizisten; Matthias Hinze: Arko; |                                                                      |                    |                   |                     |
| 10 (59) | Udos Konflikt                                                        | 10. Dez. 1988      | Hans-Jürgen Tögel | Herbert Lichtenfeld |
| Angie, die schon immer für den Zirkus geschwärmt hat, ist ganz begeistert von dessen Vorstellungen. Der Zirkusdirektor vertraut ihr eine Maus an, deren Zeit bald um sein wird. Angie will das nicht akzeptieren und begibt sich hilfesuchend mit dem Tier in die Schwarzwaldklinik. Im Unfallkrankenhaus in Hamburg ist Udo weiterhin starken Belastungen ausgesetzt, die seine Psyche so stark in Mitleidenschaft ziehen, dass darunter auch seine Beziehung zu seiner Freundin Elke leidet. Gastdarsteller: Andreas von der Meden: Kleintierzirkusdirektor; Wolfgang Wahl: Wolfgang Pohl; Helmut Zierl: Breetz; Beatrice Kessler: Theres Rotenburg; Claudia Butenuth: Lydia Brahms, Klaus Wildbolz: Prof. Gerhard Brahm; David Cameron: Frederic Gessner; Dieter Eppler: Dr. Neupert; Andreas Mannkopff: Arzt im Hamburger Unfallkrankenhaus; Michael Engelfried: Lars Brahm |                                                                      |                    |                   |                     |
| 11 (60) | Eine starke Frau                                                     | 17. Dez. 1988      | Hans-Jürgen Tögel | Herbert Lichtenfeld |
| Franz Lempert hat eine Frau, die beruflich sehr viel erfolgreicher ist, als er selbst. Lempert verkraftet das nicht und fängt an zu trinken und Tabletten zu nehmen. Infolgedessen verliert er seine Stellung und landet letztendlich in der Schwarzwaldklinik. Nachdem es zu einem Gespräch zwischen Lempert und seiner Frau gekommen ist, ist er plötzlich verschwunden. Nach einem Verkehrsunfall landet Herr Wiesel in der Schwarzwaldklinik. Als sein Freund Tonne ihn dort besucht, kommt es zwischen beiden zu einem heftigen Streit. Professor Brinkmann sieht sich gezwungen, einzugreifen. Dabei verletzt er Tonne unabsichtlich. Dieser hat nichts Besseres zu tun, als Strafanzeige wegen Körperverletzung gegen Brinkmann zu erstatten. Der Professor erhält darauf eine Vorladung des Amtsgerichts. Gastdarsteller: Klaus Höhne: depressiver Patient Franz Lempert; Katrin Schaake: Margot, Ehefrau von Lempert; Michael Habeck: Tonne; Dirk Böhling: Wiesel; David Cameron: Frederic Gessner; Dieter Eppler: Dr. Neupert; Klaus Wildbolz: Prof. Gerhard Brahm; Beatrice Kessler: Theres Rotenburg; Steffen Engelfried: Lutz |                                                                      |                    |                   |                     |
| 12 (61) | Sorge um Benjamin                                                    | 31. Dez. 1988      | Hans-Jürgen Tögel | Herbert Lichtenfeld |
| Die Brinkmanns haben seit einiger Zeit einen neuen Nachbarn, Wolfgang Pohl. Dieser hat sich mit Frau Michaelis angefreundet und kann sie dazu überreden, einen einwöchigen Wanderurlaub mit ihm zu verbringen. Obwohl Carsta Michaelis sich um den Brinkmannschen Haushalt ein wenig sorgt, genießt sie diese Tage. Frau Schnoor, die Frau Michaelis während ihrer Abwesenheit vertritt, ist so unfähig, dass der Professor sie bereits einen Tag nach Arbeitsantritt wieder entlässt. Mehr schlecht als recht versucht er sich selbst als Hausmann, allerdings mit wenig Erfolg. Zum Glück hat sich Christa Urlaub genommen und rettet ihren Mann vor den Aufgaben, denen er nicht gewachsen ist. In der Klinik wird der Professor derweil mit einem Personalproblem konfrontiert. Die inzwischen allseits beliebte Chirurgin Dr. Plessers will an eine Klinik in Mainz wechseln. Brinkmann möchte eine so gute Ärztin aber nur ungern gehen lassen und versucht im Gespräch mit Dr. Römer eine Möglichkeit zu finden, Frau Dr. Plessers zu halten. Gastdarsteller: Eva Zlonitzky: Frau Schnorr, Carsta Michaelis’ Urlaubsvertretung; Helmut Zierl: Breetz; Beatrice Kessler: Theres Rotenburg; David Cameron: Frederic Gessner; |                                                                      |                    |                   |                     |
| 13 (62) | Mit Geld geht alles?                                                 | 7. Jan. 1989       | Hans-Jürgen Tögel | Herbert Lichtenfeld |
| In der Schwarzwaldklinik liegen die Patienten Hügler und Weidle. Probleme verursachen sie dadurch, dass Hügler, der einen großen Lottogewinn gemacht hat, den Versuch unternimmt, sich seine Genesung zu erkaufen, während Weidle, der völlig gesund ist, sich einbildet, schwerkrank zu sein. Auf die Eröffnung, dass er gesund sei, reagiert er mit großem Misstrauen und verlangt die Verlegung in eine andere Klinik. Professor Brinkmann hat jedoch noch andere Sorgen. Sein Sohn Benjamin weist eigenartige Symptome auf, denen in der Klinik auf den Grund gegangen werden soll. Die gestellte Diagnose beruhigt ihn nicht. Auch Christa Brinkmann ist in großer Sorge um Benjamin, wobei ihr einmal mehr klar wird, dass ihr Kind ihr wichtiger ist als jede Karriere. Währenddessen taucht Achim Sander, der Ex-Mann von Dr. Karin Plessers unerwartet auf und wirbt unverhohlen um seine ehemalige Frau. Auch versucht er, sie davon abzuhalten, an die Mainzer Klinik zu wechseln. In der Hamburger Unfallklinik geht es mal wieder hoch her. Udo Brinkmann kann sozusagen in letzter Minute einen Mordversuch an einem bewusstlosen Patienten verhindern. Das hat jedoch schlimme Folgen für ihn, denn er wird angeschossen und lebensgefährlich verletzt. Nur eine sofortige Operation kann ihm vielleicht das Leben retten. Gastdarsteller: Harald Juhnke: Hügler, schwerkranker Lottogewinner; Ulrich Matschoss: Weidle, Patient; Brigitte Schacht: Frau Hügler; Andreas Mannkopff: Arzt im Hamburger Unfallkrankenhaus; Krystian Martinek: Achim Sander; Ronald Paul, Wolfgang Raach: Hasso |                                                                      |                    |                   |                     |
| 14 (63) | Gefahr für Udo                                                       | 14. Jan. 1989      | Hans-Jürgen Tögel | Herbert Lichtenfeld |
| In der Hamburger Klinik kämpfen die Ärzte verzweifelt um Udos Leben. Zum Glück übersteht er die Operation gut. Elke informiert die Familie im Schwarzwald. Brinkmann und Christa sind gerade von der Hochzeit von Theres und Frederic zurückgekehrt, als Elke sie anruft. Zum Glück stabilisiert sich Udos Zustand nach der schweren Operation etwas, seinen Vater hält es aber nicht im Schwarzwald, er nimmt die nächste Maschine, um nach Hamburg zu fliegen. Wolfgang Pohls Versuch, Frau Michaelis nach dem gemeinsam Kurzurlaub näherzukommen, scheitert. Enttäuscht muss er feststellen, dass er irgendwie immer das Falsche tut – zumindest in den Augen von Carsta Michaelis. Dr. Karin Plessers hat ihre Entscheidung, nach Mainz zu gehen, inzwischen revidiert. Sie bleibt in der Schwarzwaldklinik. Dort zerbricht man sich den Kopf, wie es zu dieser Meinungsänderung gekommen sein könnte. Die Gerüchteküche brodelt mal wieder, indem man dem Professor unterstellt, dass er bei dieser Entscheidung eine wichtige Rolle gespielt habe. Gastdarsteller: Andreas Mannkopff: Oberarzt „Dicker“ in der Unfallklinik Hamburg, Beatrice Kessler: Theres Rotenburg; David Cameron: Frederic Gessner; Margret Kunze; Klaus Frank; Roland Heitz; Dieter J. Knichel |                                                                      |                    |                   |                     |
| 15 (64) | Der zudringliche Patient                                             | 21. Jan. 1989      | Hans-Jürgen Tögel | Herbert Lichtenfeld |
| Da man immer noch nicht herausgefunden hat, worauf Benjamins Beschwerden zurückgehen könnten, konsultieren die Brinkmanns Professor Körner von der Freiburger Universitätsklinik. Seine Diagnose ist für die Brinkmanns ebenso eine Überraschung wie auch ein Problem. Körner ist der Meinung, dass Benjamins Erkrankung psychosomatischer Natur ist. Das Kind kann die Abwesenheit der Mutter – auch wenn diese nur zeitweilig ist – seelisch nicht verkraften. Die Empfehlung Körners an Christa lautet dann auch, ihre Arbeit aufzugeben, um die Genesung ihres Kindes nicht weiter zu gefährden. Professor Vollmers, der inzwischen eine intensive Beziehung mit Carola führt, wird zufällig Zeuge, als Carola und ihr Arbeitgeber Gerhard Brahm sich umarmen. Da die Umarmung in seiner Wahrnehmung innig aussah, sucht Vollmers in seiner Ratlosigkeit und Enttäuschung Beistand bei seinem Freund Udo Brinkmann. Dr. Karin Plessers weiß nicht so recht, was sie von den Annäherungsversuchen ihres Ex-Mannes, des Fluglehrers Achim Sander, halten soll. Auch ist sie sich nicht darüber klar, ob und was sie eigentlich noch für ihren Ex-Mann empfindet. Zu sehr belastet sie noch das Scheitern dieser Ehe. Mit einem Problem anderer Art muss Schwester Ina in der Schwarzwaldklinik fertigwerden. Der Patient Körtler verfolgt sie regelrecht mit anzüglichen Bemerkungen. Obwohl Ina den Patienten immer wieder in die Schranken weist, wird er bei jeder passenden Gelegenheit zudringllich. Die Schwester weiß sich jedoch zu wehren. Das hält den Patienten allerdings nicht davon ab, weiter nach Möglichkeiten zu suchen, um Ina näherzukommen. Als ein Patient mit einem Kreislaufkollaps zusammenbricht, handelt Ina, da Dr. Engel einen schwerverletzten versorgen muss und kein anderer Arzt zur Stelle ist, eigenmächtig und setzt eine intravenöse Injektion, obwohl sie das als Krankenschwester eigentlich nicht gelernt hat und somit nicht darf. Das beobachtet Körtler und setzt Ina weiter unter Druck. Herr Pohl wird von einer ehemaligen Kollegin besucht, was Carsta Michaelis mit Argusaugen beobachtet. Als Pohl das mitbekommt, verabschiedet er sich betont liebevoll von seiner Besucherin. Das zeigt auch sogleich die von Pohl beabsichtigte Wirkung bei Frau Michaelis. Gastdarsteller: Klaus Wildbolz: Prof. Gerhard Brahm, für den Carola arbeitet; Claudia Butenuth: Lydia Brahm; Klaus Guth: zudringlicher Patient Körtler, der Schwester Ina bedrängt; Wolfgang Wahl: Wolfgang Pohl; Dorothea Kaiser: Dr. Ella Zorp; Rotraut Rieger; Johannes Bahr; Hans Irle; Krystian Martinek: Achim Sander; Franz-Jürgen Zigelski; Michael Engelfried: Lars Brahm, Steffen Engelfried: Lutz Brahm |                                                                      |                    |                   |                     |
| 16 (65) | Die Rentnerinitiative                                                | 28. Jan. 1989      | Hans-Jürgen Tögel | Herbert Lichtenfeld |
| Ludwig Linke und Wilhelm Ückert sind zwei ausgesprochen liebenswürdige Rentner. Als es beide in die Schwarzwaldklinik verschlägt, versuchen sie auch dort, das Beste aus dieser Zeit zu machen und vertreiben sich die Zeit unter anderem mit Erinnerungen an vergangene Tage. Auch dem Schachspiel gehört ihre Liebe. Sie können jedoch noch mehr tun, nämlich sich zwei älteren, einsamen Damen widmen, die durch ihre Gesellschaft förmlich aufblühen. Der Patient Körtler, der bei Schwester Ina keinen Schritt weiterkommt, sinnt nun auf Rache. Nachdem sich Ina weiterhin zur Wehr setzt, denunziert er Inas eigenmächtige Injektion bei Professor Brinkmann. Zwar versuchen Dr. Engel und Dr. Borsdorf noch, die Angelegenheit zu vertuschen, doch Ina wagt die Flucht nach vorn und „gesteht“ den Vorgang. Dr. Engel und Dr. Borsdorf können nur noch bestätigen, dass die Injektion einwandfrei ausgeführt wurde. Als klar wird, wer Ina angeschwärzt haben muss, bezeugt Mischa die Zudringlichkeiten Körtlers. Während Brinkmann beschließt, Inas eigenmächtiges Nothandeln auf sich beruhen zu lassen, veranlasst er, dass Körtler umgehend in eine andere Klinik verlegt und dort ausschließlich von männlichen Pflegern betreut wird. Carsta Michaelis weist den Nachbarn Pohl, der eine Aussprache mit ihr führen möchte, immer wieder zurück und spart dabei auch nicht mit spitzen Bemerkungen. Pohl fasst sich ein Herz und charakterisiert Frau Pohl sehr treffend. Ob dieser Offenherzigkeit erkennt Carsta Michaelis, wie viel Wahrheit in seinen Worten steckt. Frau Brahm hingegen sucht Dr. Vollmers auf und lässt ihn wissen, dass sie vermute, dass ihr Mann und Carola eine Affäre miteinander hätten. Vollmers, der Eifersucht in sich aufsteigen fühlt, erkennt betroffen, wie viel ihm Carola inzwischen bedeutet. Gastdarsteller: Peter Pasetti: Rentner Ludwig Linke; Horst Bollmann: Rentner Wilhelm Ückert; Ursula von Bose: Patientin Hennig; Magda Herzog: Patientin Hennisch; Brigitte Schacht: Frau Hügler; Claudia Butenuth: Lydia Brahm; Wend Wohlbrück: Dr. Schölle; |                                                                      |                    |                   |                     |
| 17 (66) | Herzstillstand                                                       | 4. Feb. 1989       | Hans-Jürgen Tögel | Herbert Lichtenfeld |
| Völlig überraschend stirbt der Patient Schirner, der lediglich unter Rückenbeschwerden litt. Als Todesursache wird zunächst Herzversagen festgestellt. Schirners Bettnachbar Bär erzählt den Klinikangestellten, dass der Patient noch kurz vor seinem Tod Besuch von seiner Frau hatte. Dr. Borsdorf sieht auf seinem Weg nach Hause zufällig Schirners Witwe, die so gar keine Trauer zeigt. Mehr noch: sie flirtet ausgelassen mit einem anderen Mann. Der Arzt kommt daraufhin ins Grübeln und glaubt nicht mehr daran, dass Schirner eines natürlichen Todes gestorben ist. Er stellt auf eigene Faust Untersuchungen an und klingelt einen alten Bekannten vom Gerichtsmedizinischen Institut aus dem Bett. Die weiteren Analysen fallen eindeutig aus. Der Patient Schirner wurde vergiftet. Auf dem Rückweg nimmt Dr. Borsdorf eine junge Anhalterin mit. Die Punkerin kommt Borsdorf äußerst überdreht vor. Als er sie auf ihren Wunsch hin aussteigen lässt, um auszutreten, kommt sie nicht wieder und Borsdorf fährt allein weiter. Udo Brinkmann und seine Elke unternehmen eine Spazierfahrt und beobachten dabei eine äußerst spektakuläre Flugzeuglandung. Vor allem Udo ist begeistert und fasziniert. Achim Sander, der der Pilot der Maschine war, erklärt dem jungen Brinkmann bereitwillig die Instrumente und Funktionen im Cockpit. Elke hingegen beobachtet Udos Interesse mit einer gewissen Besorgnis. Dieses Gefühl steigt noch an, als Udo ihr erklärt, dass er vorhabe, Fliegen zu lernen. Zwischen Dr. Vollmers und Carola spitzt sich die Situation weiter zu. Auch ein Gespräch, in dem Carola sich sehr zu Unrecht Vollmers Anschuldigungen ausgesetzt fühlt, bringt nichts, ganz im Gegenteil, endet es für Vollmers schlagkräftig. Gastdarsteller: Klaus Mikoleit: Patient Schirner, der von seiner Ehefrau vergiftet wird und in der Klinik stirbt; Eckart Dux: Kurt, Leiter des Gerichtsmedizinischen Instituts Freiburg; Gracia-Maria Kaus: Frau Schirner; Wolfgang Grönebaum: Hausmeister am Freiburger Institut, Karin Thaler: Marlies Bössgen; Fritz Bachschmidt: Kommissar List; Krystian Martinek: Achim Sander; Jürgen Schilling: Herr Bär; Klaus Wildbolz: Prof. Gerhard Brahm; Michael Engelfried: Lars Brahm; Steffen Engelfried: Lutz Brahm |                                                                      |                    |                   |                     |
| 18 (67) | Arzt unter Verdacht                                                  | 11. Feb. 1989      | Hans-Jürgen Tögel | Herbert Lichtenfeld |
| Als Prof. Vollmers Gerhard Brahm darauf anspricht, ob er ein Verhältnis mit Carola habe, ist dieser empört. Was Brahm ihm erzählt, beschämt Vollmers, der nun nur noch den Wunsch hat, sich wieder mit Carola zu versöhnen. Wie er das anstellen soll, weiß er allerdings noch nicht. Udo hat seine Ankündigung wahr gemacht und steigt unter den ängstlichen Blicken Elkes in ein Sportflugzeug. Unter Leitung von Achim Sander absolviert er seine erste Flugstunde. Dr. Borsdorfs Untersuchungen bezüglich Schirners Tod weisen immer deutlicher darauf hin, dass der Mann ermordet worden ist. Die Staatsanwaltschaft wird eingeschaltet. In einem fingierten Gespräch mit Dr. Brinkmann verplappert sich Schirners Frau, die letztendlich den Mord an ihrem Mann gesteht. Doch auch Borsdorf selbst gerät auf einmal in den Verdacht des versuchten Mordes. Die Anhalterin, die er an dem Tag in seinem Fahrzeug mitgenommen hatte, wurde an der Stelle schwer verletzt aufgefunden, an der Borsdorf sie auf ihren Wunsch hin hatte aussteigen lassen. Es handelt sich bei ihr um eine Marlies Bössgen, die inzwischen auf der Intensivstation der Schwarzwaldklinik liegt. Dr. Borsdorf wird unter dringendem Tatverdacht festgenommen und inhaftiert. Wenig später taucht ein verwirrt wirkender, junger Mann in der Schwarzwaldklinik auf. Er erkundigt sich nach dem Wohlbefinden von Marlies Bössgen und bittet darum, dass ihr seine Blumen überreicht werden. Dr. Engel bleibt an dem Mann dran und erfährt, dass dieser Marlies Bössgen niedergeschlagen hat. Es stellt sich heraus, dass der Täter ein Freigänger aus einer nahgelegenen Psychiatrie ist. Gastdarsteller: Fritz Bachschmidt: Kommissar List; Karin Thaler: Anhalterin und Patientin Marlies Bössgen; Jophi Ries: Rudi, Freund von Marlies Bössgen; René Heinersdorff: Psychiatrie-Patient Kurt, der Marlies Bössgen niedergeschlagen hat; Gracia-Maria Kaus: Frau Schirner; Krystian Martinek: Achim Sander; Jürgen Schilling: Herr Bär; Klaus Wildbolz: Prof. Gerhard Brahm |                                                                      |                    |                   |                     |
| 19 (68) | Ein Mädchen in Angst                                                 | 18. Feb. 1989      | Hans-Jürgen Tögel | Herbert Lichtenfeld |
| Als Jerry, der Hund von Professor Brinkmann, eines Abends nicht zu bellen aufhört, führt das den Professor in den Gartenschuppen, wo er ein junges Mädchen vorfindet, das ziemlich verstört und entkräftet wirkt. Sie stammelt, dass sie nur einen Platz für die Nacht gesucht habe und stellt sich als Andrea vor. Brinkmann lässt die junge Dame im Haus übernachten. Am nächsten Morgen ist die junge Frau jedoch verschwunden und mit ihr eine kostbare Taschenuhr. Als es Brinkmann – mehr zufällig – gelungen ist, das Mädchen aufzuspüren, kommt es zu einem Unfall, als die junge Frau in panischer Angst zu fliehen versucht. Andrea wird in die Schwarzwaldklinik eingeliefert. Der Professor, der sich an Andreas Unfall nicht ganz unschuldig fühlt, spricht ausführlich mit Andrea. Er erfährt, warum sie aus dem Heim, in dem sie untergebracht ist, mehrmals ausgerissen ist und dass sie gern mit Tieren arbeiten würde. Da kommt dem Professor Theres Rotenburg in den Sinn. Wolfgang Pohl denkt nicht daran, aufzugeben, da er ernsthaft an Carsta Michaelis interessiert ist. Er beichtet ihr, dass er sie mit der Kollegin neulich nur habe eifersüchtig machen wollen und gesteht ihr, wie sehr er sie mag und dass seine Gefühle für sie aufrichtig seien. Frau Michaelis tut jedoch so, als beeindruckten sie seine Worte nicht und kritisiert die „schmutzigen Tricks“ ihres Nachbarn. Gastdarsteller: Katja Woywood: Andrea Fuchs, Ausreißerin und Patientin; Thomas Reiner: Uhrmacher Finke; Beatrice Kessler: Theres Rotenburg-Gessner; David Cameron: Frederic Gessner; Krystian Martinek: Achim Sander, Werner Possardt und Rudi Spieth: Polizisten; Joachim Richert |                                                                      |                    |                   |                     |
| 20 (69) | Rivalen                                                              | 25. Feb. 1989      | Hans-Jürgen Tögel | Herbert Lichtenfeld |
| Professor Brinkmann möchte seine Patientin Andrea als landwirtschaftliche Hilfskraft mit Familienanschluss an Theres Rotenburg vermitteln. Da sie jedoch in der Vergangenheit bereits schlechte Erfahrungen mit einer Hilfskraft gemacht hat, reagiert Theres erst einmal ablehnend auf die Bitte Brinkmanns. Theres rechnet aber nicht mit der Hartnäckigkeit ihrer Stieftochter Angi. Einige Tage später bringt der Professor Andrea auf das Gut, wo sie sich schnell mit Angi anfreundet und einen tollen Nachmittag mit den vielen Tieren verlebt. Theres will Andrea nun doch aufnehmen. Udo Brinkmann hat seinen Flugschein auf Anhieb bestanden, worauf er stolz ist. Gleich bei seinem ersten Alleinflug hat er für Elke eine faustdicke Überraschung parat. Er stellt ihr am Himmel die Frage, auf die sie insgeheim schon lange gewartet hatte. Zwischen Udo und seinem Vater indes kommt es zu Meinungsverschiedenheiten hinsichtlich verschiedener Möglichkeiten von Meniskus-Operationen. Herr Pohl indes hat eine Reparatur am Dach des Hauses der Brinkmanns übernommen, auch in der Hoffnung, Frau Michaelis damit vielleicht beeindrucken zu können. Dabei stürzt er jedoch in die Tiefe und wird von Udo, der gerade anwesend ist, in die Klinik in Rodenweiler gebracht. Gastdarsteller: Katja Woywood: Andrea Fuchs, Ausreißerin und Patientin; Wolfgang Wahl: Wolfgang Pols; Beatrice Kessler: Theres Rotenburg-Gessner; David Cameron: Frederic Gessner; Krystian Martinek: Achim Sander; Werner Possardt, Rudi Spieth: Polizisten; Harry Wolff: Wolfram Schneider |                                                                      |                    |                   |                     |
| 21 (70) | Sturz mit Folgen                                                     | 4. März 1989       | Hans-Jürgen Tögel | Herbert Lichtenfeld |
| Der Chefmanager der Ilvo-Pharmabetriebe, Treploff, möchte Christa als neue Mitarbeiterin gewinnen. Man möchte sich ihre Fähigkeiten auf dem Gebiet der Biochemie für eine wichtige neue Forschungsreihe sichern. Zunächst lehnt Christa zwar ab, stimmt dann aber doch zu, als ihr Mann ihr signalisiert, dass er einverstanden wäre. Als sie sich kurz darauf an Ort und Stelle mit der neuen Materie vertraut machen will, gerät sie mitten in ein personelles Kompetenzgerangel. In der Klinik in Rodenweiler haben die Untersuchungen von Herrn Pohl ergeben, dass er sich bei dem Sturz zahlreiche Verletzungen zugezogen hat. Udo bittet seinen Vater für die anstehenden Operationen des Patienten um seinen Rat. Gastdarsteller: Oliver Lentz: Jochen Mark, Udos Cousin und Klaus’ Neffe; Jörg Pleva: Dr. Heide; Douglas Welbat: Kinderpfleger Mario Henning; Hans Daniel: Herr Trebloff; Ernst A. Frantz; Peter Singer: Dr. Schäuble; Angelika Kopp: Irma Walter |                                                                      |                    |                   |                     |
| 22 (71) | Nierenspende                                                         | 11. März 1989      | Hans-Jürgen Tögel | Herbert Lichtenfeld |
| Jochen Mark, der Neffe von Professor Brinkmann benötigt dringend eine neue Niere, nur eine entsprechende Transplantation kann ihm noch helfen. In der Klinik kann der bei einem Unfall schwer verletzte Herr Kilsch nicht mehr gerettet werden. Er besitzt einen Organspender-Ausweis und seine Niere könnte Jochen Mark helfen, weiterzuleben. Doch die Frau des Patienten weigert sich strikt, einen solchen Eingriff zu gestatten. Christa Brinkmanns Arbeit im Pharmabetrieb Ilvo nimmt nicht den Gang, den sie sich gewünscht hätte, es gibt nur stockende Fortschritte. Zwar zeigen sich die Mitarbeiter Christas zufrieden, sie jedoch hegt die Befürchtung, dass das von ihr zu analysierende Medikament, sobald es zur Anwendung kommt, nicht abschätzbare Nebenwirkungen zeigen könnte. So sucht Christa wieder einmal Rat bei ihrem besonderen Freund Dr. Vollmers, von dessen Ausführungen sie sich neue Erkenntnisse erhofft. Als Carsta Michaelis im Haus von Herrn Pohl nach dem Rechten sehen will, stößt sie unverhofft auf eine Frau, die sich mit dem Namen Björnsen vorstellt, und das Haus offensichtlich putzt. Frau Michaelis befürchtet, eine Konkurrentin bekommen zu haben, selbst dann noch, als sie erfährt, dass es sich bei der Frau um die Schwester von Wolfgang Pohl handelt. Gastdarsteller: Daniela Ziegler: Frau Kilsch; Jörg Pleva: Dr. Heide; Ilse Zielstorff: Frau Björnsen, Schwester Wolfgang Pohls; Hans Daniel: Herr Trebloff; Oliver Lentz: Jochen Mark; Klaus Brinkmanns Neffe; Jörg Pleva: Dr. Heide; Wolfram Schaerf: Prof. Möhr; Jochen Schmidt; Peter Singer: Dr. Schäuble |                                                                      |                    |                   |                     |
| 23 (72) | Transplantation                                                      | 18. März 1989      | Hans-Jürgen Tögel | Herbert Lichtenfeld |
| Christa Brinkmanns Verdacht, dass das bei Ilvo entwickelte Präparat unter bestimmten Umständen schwere Nebenwirkungen haben könnte, erhärtet sich einmal mehr. So bittet sie den Manager Treploff, erst einmal davon Abstand zu nehmen, das Medikament an Testpersonen auszuprobieren. Treploff hat jedoch mehr die finanziellen Aspekte des Unternehmens im Auge und bittet im Gegenzug Christa, ihr Untersuchungsergebnis doch einmal zu überprüfen. Da Frau Kilsch eine Organspende ihres sterbenden Mannes nicht zugelassen hat und Jochen Mark dadurch kaum noch eine Chance hat, am Leben zu bleiben, hat Professor Brinkmann seinem Neffen selbst eine Niere gespendet. Diese Organspende ist noch immer Thema in der Schwarzwaldklinik. Als Frau Kilsch dann selbst schwer verletzt in die Schwarzwaldklinik eingeliefert wird, weckt das bei einigen Mitarbeitern Emotionen, die sie nicht im Zaum halten können. Natürlich ist es wieder einmal die Oberschwester, die Frau Kilsch ihre Abneigung besonders deutlich demonstriert. Gastdarsteller: Daniela Ziegler: Frau Kilsch; Hans Daniel: Herr Treploff; Jörg Pleva: Dr. Heide; Beatrice Kessler: Theres Rotenburg-Gessner; Angelika Kopp: Irma Walter; Oliver Lentz: Jochen Mark; Wolfram Schaerf: Dr. Möhr; Jochen Schmidt; Peter Singer: Dr. Schäuble, Conny Willig: Schwester |                                                                      |                    |                   |                     |
| 24 (73) | Hochzeit mit Hindernissen                                            | 25. März 1989      | Hans-Jürgen Tögel | Herbert Lichtenfeld |
| Theodor Katz, stolze 99 Jahre alt, besucht kurz vor seinem 100. Geburtstag einen alten Freund in der Schwarzwaldklinik. Dabei erleidet er einen Schwächeanfall, sodass er gezwungen ist, seinen 100. Geburtstag in der Klinik zu verbringen. Der von ihm besuchte Freund Alois Pursch ist auch schon 80 Jahre alt und leicht senil. Ganz anders Katz, er ist im Vollbesitz seiner geistigen Kräfte und hat einen Humor, dem selbst Oberschwester Hildegard erliegt. Mit seinem Charme wickelt er fast alle um den Finger. Auch als der Ministerpräsident persönlich zu seinem 100. Geburtstag in der Klinik erscheint, hat der alte Herr eine Überraschung in petto. Für Elke und Udo wird es ernst, ihre Hochzeit steht unmittelbar bevor. Gerade an diesem Tag überschlagen sich die Ereignisse wieder einmal. Die Brinkmanns stellten mit Entsetzen fest, dass Benjamin verschwunden ist. Alles Suchen nach ihm bleibt ohne Erfolg. Aber auch der Bräutigam ist verschwunden, sodass die Hochzeit infrage gestellt ist. Natürlich gibt es ein gutes Ende, Benjamin findet sich doch noch an und auch Udo taucht wieder auf, um Elke vor dem Traualtar das Ja-Wort zu geben. Gastdarsteller: Gert Fröbe: Theodor Katz, 100-jähriger Patient; Herbert Weißbach: Alois Pursch, Patient; Heinz Weiss: Ministerpräsident |                                                                      |                    |                   |                     |
| Weihnachtsspecial |                                                                      |                    |                   |                     |
| – | Das größte Fest des Jahres – Weihnachten bei unseren Fernsehfamilien | 26. Dez. 1991      | Hans-Jürgen Tögel | Herbert Lichtenfeld |
| Professor Brinkmann, seine Frau Christa und Sohn Benjamin freuen sich am Morgen des ersten Weihnachtsfeiertages auf eine geplante Skiwanderung. Zu ihrer Überraschung findet sich im Haus jedoch unangekündigter Besuch ein. Zuerst steht die frühere Haushälterin Carsta Michaelis zusammen mit Herrn Pohl vor der Tür, um auf gute Nachbarschaft anzustoßen. Danach trifft die ehemalige Oberschwester Hildegard ein, nun Betreuerin in einem Kinderheim, gefolgt vom Ex-Pfleger Mischa mit seinen drei lebhaften kleinen Kindern. Als angehender Kinderarzt erwartet er die kurz bevorstehende Geburt des vierten Kindes. Später erscheint Fräulein Meis, die immer noch als Sekretärin in der Schwarzwaldklinik tätig ist und sich über den neuen Chefarzt beklagt. Dr. Römer und die zur Nachfolgerin Hildegards ernannte Oberschwester Ina vervollständigen die Gesellschaft und verkünden zudem ihre Verlobung. Die angeheiterten Gäste tauschen Erinnerungen und Neuigkeiten aus. Während Klaus Brinkmann, der inzwischen an der Freiburger Universität lehrt, vom Durcheinander genervt ist, kann sich Christa schließlich für die spontane Wiedersehensfeier begeistern. Am Abend versammeln sich alle vor dem Fernseher und verfolgen, wie die ZDF-Ansagerin Birgit Schrowange die 24. Wiederholung der Schwarzwaldklinik ankündigt. |                                                                      |                    |                   |                     |